# Eduardo Correia
Eduardo Manuel Resende Correia (* 21. Februar 1961 in Travanca (Amarante)) ist ein ehemaliger portugiesischer Radrennfahrer und Sportlicher Leiter.

## Sportliche Laufbahn
Als Amateur holte er in der Portugal-Rundfahrt 1981 und 1982 Etappensiege. 1982 wurde er im Etappenrennen Grand Prix International de Torres Vedras-Trophée Joaquim Agostinho Zweiter hinter José Xabier. Die Internationale Friedensfahrt bestritt er 1983 und wurde 48. der Gesamtwertung.
Von 1984 bis 1993 fuhr er als Berufsfahrer. 1984 holte er den Gesamtsieg im Grande Prémio Jornal de Notícias und gewann eine Etappe in der Volta ao Alentejo. Die Algarve-Rundfahrt gewann er 1985 mit einem Etappensieg. Die Portugal-Rundfahrt beendete er in jener Saison hinter Marco Chagas auf dem zweiten Rang. 1986 war er in den Eintagesrennen Grande Prémio do Sol und Classica de Setúbal erfolgreich. Der Etappensieg im Grande Prémio O Jogo 1992 war sein letzter Profisieg.
1984 bestritt er die Tour de France und kam auf den 118. Gesamtrang. In der Vuelta a España schied er aus.

## Berufliches
Nach seiner sportlichen Karriere war er von 1993 bis 2005 als Sportlicher Leiter in portugiesischen Radsportteams tätig.